# Bárbara Goenaga Bilbao
Bárbara Goenaga Bilbao (Sant Sebastià, 20 de juliol de 1983) és una actriu basca. També és cosina de l'actriu, escriptora i directora Aitzpea Goenaga i filla del pintor Juan Luis Goenaga.

## Filmografia

### Cinema
- Un poco de Chocolate (2008), d'Aitzol Aramaio.
- La buena nueva (2008), d'Helena Taberna.
- Oviedo Express (2007), de Gonzalo Suárez.
- 3:19 (2007), de Dany Saadia.
- Los Cronocrímenes (2007), de Nacho Vigalondo.
- Anastezsi (2007), de Miguel Alcantud.
- La luna en botella (2007), de Grojo.
- Mia Sarah (2006), de Gustavo Ron.
- Amor en defensa propia (2006), de Rafa Russo.
- Choque (2005), de Nacho Vigalondo (curt)
- El invierno pasado (2005), de Rubén Alonso.
- Las superamigas contra el profesor Vinilo (2003), de Domingo González (curt)
- El regalo de Silvia (2003), de Dionisio Pérez.
- Dolça meva (2001), de Jesús Mora.
- Lauburu (2001), de Luis Ángel Ramírez (curt)
- Adiós Toby, adiós (1995), de Ramón Barea (curt)
- Urte ilunak (1992), d'Arantxa Lazcano.

### Televisió
- Goenkale (1994)[4]
- El comisario (1999)
- Condenadas a entenderse (1999)
- Hospital Central (2000)
- El grupo (2000)
- A medias (2002)
- Una nueva vida (2003)
- Al filo de la ley (2004)
- Vientos de agua (2006)

### Teatre
- La enfermedad de la juventud, de Ferdinand Bruckner. Dirigida per Rubén Ochandiano (2003).
- Historia de una escalera, d'Antonio Buero Vallejo. Dirigida per Juan Carlos Pérez de la Fuente (2003-2004). Centro Dramático Nacional.
- Cara de plata, de Ramón María del Valle-Inclán. Dirigida per Ramón Simó (2005). Centro Dramático Nacional.

## Premis
- Premi a millor actriu per "La luna en botella"
- Premi Jokulariak 2001 de l'Associació d'Actors Bascos a la millor actriu de televisió per la sèrie El grupo.
- Plazara Gaztez Saria 2001 Premi anual que entreguen els oyents d'Euskadi Gaztea (Euskal Irratia).
- Premi 2003 a la millor intèrpret femenina en el Festival de Lorca.
- Premi Unión de Actores 2004. Millor interpretació femenina de repartiment en teatre per Historia de una escalera.
- Premi El Mundo al Cine Vasco XII 2004 a la millor actriu.
- Premi Telón chivas 2004 a les arts escèniques. Millor actriu.
- Nominada al Premi Goya 2008 a la Millor Actriu Revelació per Oviedo Express[5]